# 周木律
周木 律（しゅうき りつ）は、日本の小説家・推理作家。某国立大学建築学科卒業。

## 経歴・人物
1年半の間に9作をメフィスト賞に応募し、2013年、『眼球堂の殺人〜The Book〜』で第47回メフィスト賞を受賞してデビュー。メフィスト賞に応募したきっかけは、編集者からひとことコメントをもらえることや、募集のスパンが4か月と短いことを理由にあげている。同作品に登場する十和田只人（とわだ ただひと）は、放浪の天才数学者ポール・エルデシュをモデルにしている。
初めて小説を書いたのは、小学校5年の国語の授業だった。講談社ノベルスで好きな作品として、綾辻行人「館シリーズ」、京極夏彦「百鬼夜行シリーズ」、森博嗣「S&Mシリーズ」を挙げている。また、影響を受けた作家として江戸川乱歩、アイザック・アシモフ、筒井康隆を挙げている。
『眼球堂の殺人』には、第1回メフィスト賞受賞者で元建築学科助教授の森博嗣が「懐かしく思い出した。 本格ミステリィの潔さを」という推薦文を寄せており、帯にもその言葉が載っている。
ミステリ小説の他に、パニック・エンタテインメント小説（『災厄』『暴走』）も執筆している。

## 作品リスト

### 小説

#### 堂シリーズ
- 眼球堂の殺人〜The Book〜（2013年4月 講談社ノベルス ISBN 978-4-06-182872-8 / 2016年9月 講談社文庫 ISBN 978-4-06-293475-6）
- 双孔堂の殺人〜Double Torus〜（2013年8月 講談社ノベルス ISBN 978-4-06-182883-4 / 2016年12月 講談社文庫 ISBN 978-4-06-293548-7）
- 五覚堂の殺人〜The Burning Ship〜（2014年2月 講談社ノベルス ISBN 978-4-06-299008-0 / 2017年3月 講談社文庫 ISBN 978-4-06-293623-1）
- 伽藍堂の殺人〜Banach-Tarski Paradox〜（2014年9月 講談社ノベルス ISBN 978-4-06-299022-6 / 2017年9月 講談社文庫 ISBN 978-4-06-293755-9）
- 教会堂の殺人〜Game Theory〜（2015年7月 講談社ノベルス ISBN 978-4-06-299050-9 / 2018年9月 講談社文庫 ISBN 978-4-06-512853-4）
- 鏡面堂の殺人〜Theory of Relativity〜（2018年12月 講談社文庫 ISBN 978-4-06-513959-2）
- 大聖堂の殺人〜The Books〜（2019年2月 講談社文庫 ISBN 978-4-06-514532-6）

イラストはredjuiceによる。
『眼球堂の殺人』は発売から1週間ほどで、『双孔堂の殺人』は発売から2週間ほどで重版が決定している。

#### 猫又シリーズ
- 猫又お双と消えた令嬢（2015年6月 角川文庫 ISBN 978-4-04-103179-7）
- 猫又お双と教授の遺言（2015年10月 角川文庫 ISBN 978-4-04-103180-3）
- 猫又お双と一本足の館（2016年3月 角川文庫 ISBN 978-4-04-104118-5）

#### 症シリーズ
- 不死症（2016年6月 実業之日本社文庫 ISBN 978-4-408-55299-6）
- 幻屍症 インビジブル（2017年6月 実業之日本社文庫 ISBN 978-4-408-55360-3）
- 土葬症 ザ・グレイヴ（2019年6月 実業之日本社文庫 ISBN 978-4-408-55481-5）

#### 一石豊シリーズ
- アールダーの方舟（2014年12月 新潮社 ISBN 978-4-10-336991-2）
- 雪山の檻 ノアの方舟調査隊の殺人（2018年8月 新潮文庫 ISBN 978-4-10-121561-7）【アールダーの方舟 改題】
- 死者の雨 モヘンジョダロの墓標（2018年9月 新潮社 ISBN 978-4-10-336992-9）

#### その他の作品
- 災厄（2014年5月 KADOKAWA ISBN 978-4-04-101689-3 / 2017年7月 角川文庫 ISBN 978-4-04-105610-3）
- 暴走（2015年5月 KADOKAWA ISBN 978-4-04-103035-6 / 2018年5月 角川文庫 ISBN 978-4-04-106793-2）
- LOST 失覚探偵 上 （2016年11月 講談社タイガ ISBN 978-4-06-294039-9）
- LOST 失覚探偵 中 （2017年1月 講談社タイガ ISBN 978-4-06-294057-3）
- LOST 失覚探偵 下 （2017年4月 講談社タイガ ISBN 978-4-06-294068-9）
- CRISIS 公安機動捜査隊特捜班（2017年3月 角川文庫 ISBN 978-4-04-105393-5）
- 小説 Fukushima 50（2020年1月 KADOKAWA ISBN 978-4-04-109130-2） - 映画小説版。原作門田隆将『死の淵を見た男 吉田昌郎と福島第一原発』
- あしたの官僚（2021年3月 新潮社 ISBN 978-4-10-336993-6）
- ネメシスIII（2021年4月 講談社タイガ ISBN 978-4-06-523048-0）
- 楽園のアダム（2021年9月 講談社 ISBN 978-4-06-524961-1 / 2025年6月 講談社文庫 ISBN 978-4-06-539293-5）
- うさぎの町の殺人（2022年9月 実業之日本社 ISBN 978-4-408-53815-0 / 2025年8月 実業之日本社文庫 ISBN 978-4-408-55962-9）
- WALL（2023年4月 角川文庫 ISBN 978-4-04-113319-4）

#### アンソロジー
「」内が周木律の作品
- 謎の館へようこそ 白 新本格30周年記念アンソロジー（2017年9月 講談社タイガ ISBN 978-4-06-294088-7）「煙突館の実験的殺人」
- Day to Day（2021年3月 講談社 ISBN 978-4-06-521842-6）※無題
- 黒猫を飼い始めた（2023年2月 講談社 ISBN 978-4-06-530632-1）「黒猫の暗号」

#### 雑誌等掲載作品
- 黒猫の暗号（講談社「Mephisto Readers Club」2022年4月25日）
- ウエアハウスの殺人 時と天使の館（メフィスト 2023 SPRING VOL.7）

### テレビドラマ
- ネメシス（2021年4月 - ） - 脚本協力[5]